# 我和殭屍有份合約
《我和殭屍有份合約》（英語：Shadow of the Vampire）是一部2000年的英美合製劇情片，由E·艾利亞·梅希執導，尊·麥高維治及威廉·达福等主演。
電影以F·W·穆瑙於1921年在東歐拍攝《不死殭屍—恐慄交響曲》時的經歷為藍本，假設穆瑙為了電影的真實感，請來真的吸血鬼來扮演身為吸血鬼的主角。
達佛憑此片入圍奧斯卡最佳男配角。

## 演員
- 尊·麥高維治 飾 F·W·穆瑙，《不死殭屍》的導演
- 威廉·达福 飾 麥克斯·希瑞克（英语：Max Schreck），扮演諾斯費拉圖的演員
- 卡利·艾域士 飾 費立茲·華格納（英语：Fritz Arno Wagner），《不死殭屍》的攝影師
- 約翰·亞丁·吉勒特（英语：Aden Gillett） 飾 亨瑞克·加侖（英语：Henrik Galeen），《不死殭屍》的編劇
- 埃迪·伊扎德 飾 古斯塔夫·馮·旺格海姆（英语：Gustav von Wangenheim），扮演湯瑪斯·胡特（英语：Thomas Hutter）的演員
- 烏多·基爾 飾 阿爾賓·格勞（英语：Albin Grau），《不死殭屍》的監製、美術指導及服裝設計
- 嘉芙蓮·麥高瑪 飾 葛莉塔·施羅德（英语：Greta Schröder），扮演埃倫·胡特（Ellen Hutter）的演員
- 羅南·維博特（英语：Ronan Vibert） 飾 沃爾夫岡·米勒（Wolfgang Muller）
- 尼古拉斯·埃利奧特（Nicholas Elliott） 飾 保羅（Paul）
- 蘇菲·朗之萬（Sophie Langevin） 飾 艾爾克（Elke）
- 米麗婭姆·穆勒（英语：Myriam Muller） 飾 瑪麗亞（Maria）

## 外部連結
- 互联网电影数据库（IMDb）上《我和殭屍有份合約》的资料（英文）
- AllMovie上《我和殭屍有份合約》的资料（英文）
- Box Office Mojo上《我和殭屍有份合約》的資料（英文）
- 爛番茄上《我和殭屍有份合約》的資料（英文）
- Learn about the real F.W. Murneau, Max Schreck and the silent film Nosferatu, featured in Shadow of the Vampire （页面存档备份，存于）